# Тавричеський сільський округ (Бородуліхинський район)
Таври́чеський сільський округ (каз. Таврическ ауылдық округі, рос. Таврический сельский округ) — адміністративна одиниця у складі Бородуліхинського району Абайської області Казахстану. Адміністративний центр — село Буркотово.
Населення — 503 особи (2021; 1085 у 2009, 1430 у 1999, 1923 у 1989).
Станом на 1989 рік існувала Тавричеська сільська рада (села Богомолово, Буркотово, Кондратьєвка, Сахновка) колишнього Новошульбинського району. Села Богомолово, Кондратьєвка були ліквідовані 2018 року.

## Склад
До складу округу входять такі населені пункти:
| Населений пункт    | Старі назви | Населення, осіб (1989) | Населення, осіб (1999) | Населення, осіб (2009) | Населення, осіб (2021) |
| ------------------ | ----------- | ---------------------- | ---------------------- | ---------------------- | ---------------------- |
| Богомолово, село   | -           | 134                    | 49                     | 13                     | -                      |
| Буркотово, село    | -           | 1223                   | 768                    | 778                    | 332                    |
| Кондратьєвка, село | -           | 156                    | 64                     | -                      | -                      |
| Сохновка, село     | Сахновка    | 410                    | 349                    | 294                    | 171                    |
| СТФ1, село         | -           | -                      | 69                     | -                      | -                      |
| СТФ2, село         | -           | -                      | 131                    | -                      | -                      |